# The Gunman (film 1952)
The Gunman è un film del 1952 diretto da Lewis D. Collins.
È un western statunitense con Whip Wilson, Fuzzy Knight e Rand Brooks.

## Produzione
Il film, diretto da Lewis D. Collins su una sceneggiatura e un soggetto di Fred Myton, fu prodotto da Vincent M. Fennelly per la Silvermine Productions e girato nel ranch di Corriganville a Simi Valley, California, nel gennaio del 1952. I titoli di lavorazione furono Mr. Hobo e Texas Marshal.

## Distribuzione
Il film fu distribuito negli Stati Uniti dal 13 aprile 1952 al cinema dalla Monogram Pictures.